# Fransabank
 (mars 2021).
Fransabank (arabe: فرنسبنك) est l'une des plus anciennes banques du Liban. Fransabank Groupe a une présence consolidée dans 8 pays : Liban, France, Algérie, Soudan, Biélorussie, Irak, Emirats Arabes Unis (Abu Dhabi) et en Côte d'Ivoire. Le Groupe occupe également la première place en termes de réseau d'agences locales avec 125 agences réparties stratégiquement dans tout le pays.

## Histoire
En 1921, la Banque ouvre en tant que succursale du Crédit Foncier d'Algérie et de Tunisie (CFAT).
En 1963, la banque a été rebaptisée sous le nouveau nom de Société Centrale de Banque, et en 1971 a été achetée par la Banque Française pour le Moyen-Orient SAL (BFMO), une société bancaire libanaise. Après de nombreuses fusions avec d'autres banques libanaises, en 1982, la banque a été rebaptisée Fransabank.